# Tabla periódica de Miguel Catalán

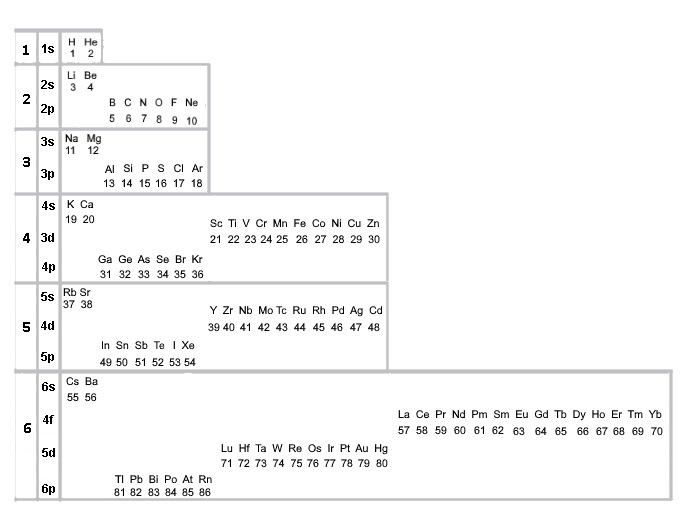
Sistema periódico de Miguel Catalán, basado en la configuración electrónica de los elementos químicos

La tabla periódica de Miguel Catalán o tabla periódica de Catalán, también simplemente como tabla de Catalán, es un sistema periódico en el que las propiedades químicas de cada elemento quedan sistematizadas y directamente ligadas al número y ordenación de los electrones del átomo correspondiente. Fue desarrollada por el científico español Miguel Catalán, como resultado de sus estudios de espectroscopia.
En la tabla periódica de Catalán el número atómico expresa la disposición de los elementos químicos, ordenados por su número de protones, por la configuración de sus electrones y por sus propiedades químicas.

## Historia
El científico español y espectroscopista Miguel Catalán (1894-1957) comparó los resultados espectrales obtenidos de diferentes átomos conocidos a principios del siglo XX con la estructura atómica de cada elemento, y propuso una nueva tabla periódica de los elementos.
Ya en su artículo La órbita fundamental de los Átomos de 1923, se advierte cómo utiliza la clasificación de los elementos en sus estudios, y busca una correlación entre la posición relativa del elemento en las tablas existentes, el espectro y los niveles energéticos de los electrones.
Pero la dedicación de Miguel Catalán a problemas relacionados con el sistema periódico, a partir de investigaciones espectroscópicas, había empezado mucho antes, prácticamente al iniciar su carrera de investigador. Miguel Catalán indagaba, desde muy joven, sobre las posibles relaciones entre los espectros de los átomos neutros y su posición en el sistema periódico de los elementos, y este interés de Miguel Catalán por relacionar la estructura de los espectros con el sistema periódico culminó en 1949 con la publicación simultánea, en Estados Unidos y en España, de un sistema periódico basado en el análisis de los espectros atómicos. Y su discurso de ingreso en la Real Academia de Ciencias Exactas, Físicas y Naturales, que no pudo llegar a pronunciar, tenía también como tema el sistema periódico.
El profesor Rico reitera ese interés: Los sistemas periódicos clásicos: Werner, Mendelejeff, Hubbert y Meggers no le satisfacen. La tabla periódica retuvo su interés hasta el punto que pensaba que constituyera el tema de su discurso de Ingreso en la Real Academia de Ciencias. Y añadía: En 1949 publica su Tabla en “Atomic Energy Levels” de Ch. E. Moore del National Bureau of Standars, y al mismo tiempo en el libro de física de Don Juan Cabrera. El Sistema Periódico de Catalán es sencillo, útil y congruente, (no expulsa del Sistema a las Tierras raras). Conocido el lugar que ocupa un elemento en este sistema periódico, se pueden deducir sus configuraciones electrónicas, (no sólo la fundamental), y por la tanto pueden predecirse una buena parte de sus propiedades químicas.
Diego Catalán nos describe la publicación de esta nueva aportación de su padre: Durante su estancia en Washington, vería, además, la luz, en la circular 497 del “National Bureau of Standards”, su propuesta de reordenación del Sistema Periódico de Elementos Químicos, basada en la adaptación de la famosa tabla de Mendelejeff a los progresos en el conocimiento de los átomos que había proporcionado la espectrografía. Por tanto, la propuesta de nueva representación del sistema periódico de los elementos de Miguel Catalán fue publicada en 1949, simultáneamente en un artículo de E. Moore publicado en la circular número 497 del National Bureau of Standards, y en el libro Introducción a la Física Teórica de Juan Cabrera.

## Características
La tabla de Miguel Catalán está realizada a partir de un profundo conocimiento de la estructura atómica de los distintos elementos que la componen, estableciendo sus atributos en función del número de protones del núcleo y del número de electrones orbitales, estableciendo una relación de continuidad entre estos, y las propiedades químicas de cada elemento.
Catalán indagó todos los rincones de la Ciencia. Y buscó siempre—y logró—la mayor claridad en la exposición y eficacia didáctica, lo que le llevó entre otros muchísimos trabajos a postular una tabla periódica de los elementos químicos, diferente de las conocidas del tipo Werner, más lógica, más intuitiva. En ella caben todos los elementos conocidos y por conocer, no hay interrupciones ni espacios vacíos, ni salen de ella grupos de elementos por falta de acomodo como ocurre en las clásicas.
Así lo explicaba Rafael Velasco, máximo defensor de esta clasificación innovadora en aquel momento: Creemos que esta tabla por su sencillez y fácil manejo, puede ser útil para la enseñanza de la química y también como tabla de referencia para los estudiantes.
El propio Catalán expresaba así su criterio sobre su propuesta de clasificación del sistema periódico: Ya hemos visto pues, cómo el análisis de los espectros ópticos, que nos proporciona cuatro números cuánticos, y la explicación del principio de Pauli, nos permite deducir los elementos químicos que deben existir, y además su clasificación de un modo racional. Todos los elementos conocidos encuentran su lugar en la tabla presentada y no queda ninguno fuera de ella. Es poco científico el separar las tierras raras fuera de la clasificación, como si no fueran elementos como los demás.
La tabla presentada no pretende ser un modo intuitivo de recordar las propiedades de los elementos, como en algunos libros se escribe de la tabla periódica. La tabla periódica de Mendeléjeff fue un paso decisivo en la ordenación científica de los elementos, y ahora con los arreglos nuevos, como el aquí presentado, no se pretende alterar la esencia de aquella genial concepción, sino sólo adaptarla a los progresos en el conocimiento de los átomos. Sus investigaciones espectroscópicas le permitieron colaborar en la definición del modelo atómico de Bohr-Sommerfeld-Catalán, o modelo B-S-C de la estructura de la materia.
Cuando el 30 de marzo de 1955 la Real Academia de Ciencias lo designó como académico de número, eligió como título de su discurso de ingreso Los elementos Atómicos y la Clasificación Periódica de los Elementos. Para el profesor Velasco, este era un tema muy apropiado. Con él, Catalán recordaba de nuevo sus orígenes químicos y trataba de hacer resaltar la repercusión de los trabajos espectroscópicos en una mejor ordenación del sistema periódico y en la relación entre configuraciones electrónicas y posición de los elementos en el sistema.
Miguel Catalán es, posiblemente el máximo exponente de la cultura liberal española que representaba la Institución Libre de Enseñanza. Pertenecía a esa corriente idealista que nace en el siglo XIX, y que tanto Giner de los Ríos, como el propio Santiago Ramón y Cajal consiguen instaurar tras el desastre del 98, inculcando unos nuevos valores en la sociedad española, como era, por ejemplo, el estudio y el cultivo de la ciencia. La Junta para Ampliación de Estudios (JAE), presidida por Cajal, consiguió convertir España, en un breve periodo de su historia, en un país a la vanguardia cultural y científica del mundo de la preguerra.